# Chromodoris willani
Doris de Willan
Espèce
Chromodoris willani, le Doris de Willan, est une espèce de nudibranche de la famille des chromodorididés vivant dans l'Océan Pacifique.

## Description

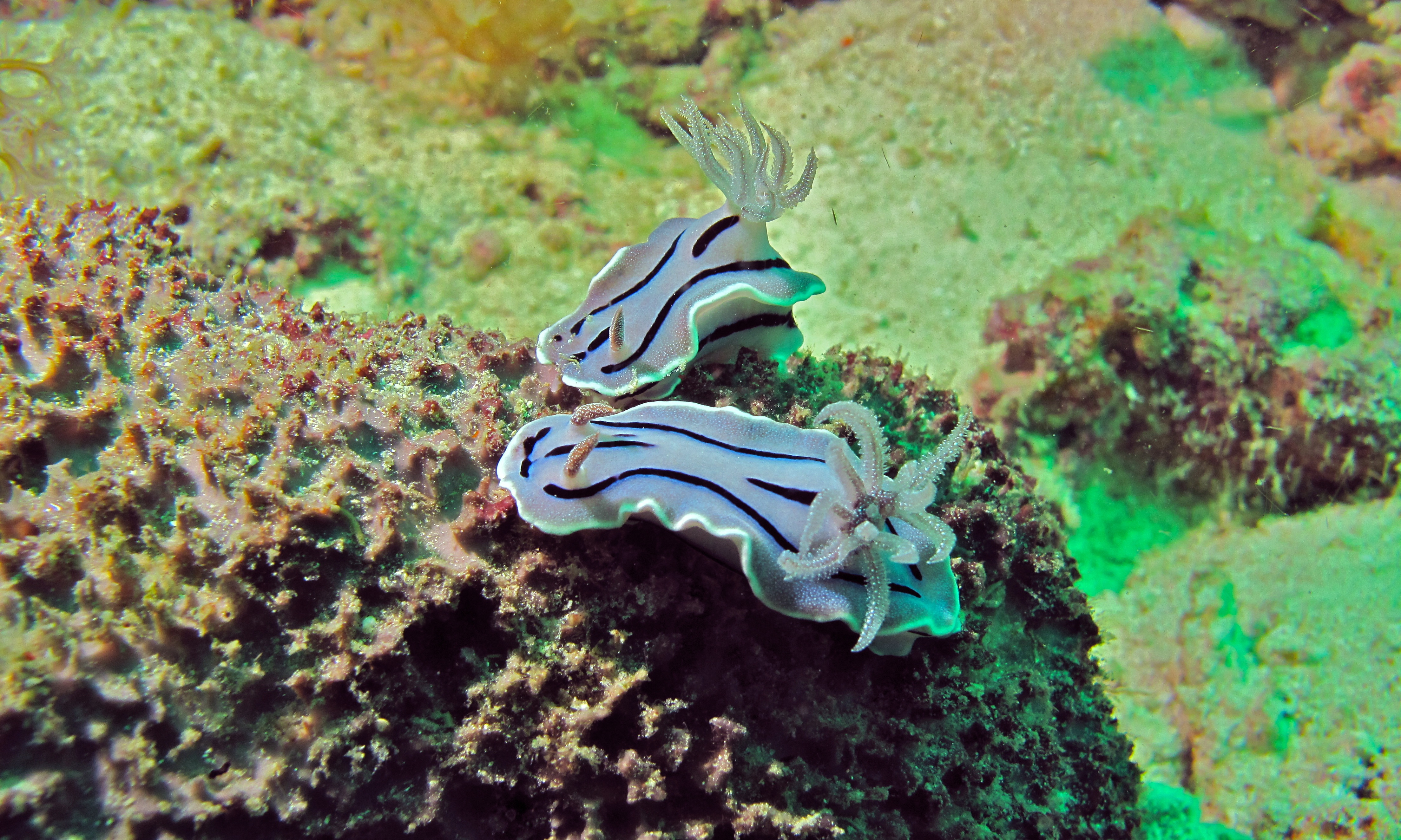
Chromodoris willani (Sabah, Malaisie)

Ce nudibranche d'une taille maximum de 3 centimètres, possède une marge de manteau blanc et 2 lignes noirs, l'une autour du corps et l'autre est médiane. Ses rhinophores et ses panaches possèdent de nombreux points blancs.

## Biotope
Il vit dans l'Océan Pacifique tropical, à Bornéo, aux États fédérés de Micronésie, à Okinawa. On peut aussi le retrouver en Australie, en Nouvelle-Calédonie, aux Îles Fidji et aux Îles Tonga. On les retrouve dans les récifs, les pentes externes et des tombants, entre 15 et 60 m de profondeur.